# 紀元前355年
紀元前355年（きげんぜん355ねん）は、ローマ暦の年である。
当時は、「ペティクスとポプリコラが共和政ローマ執政官に就任した年」として知られていた（もしくは、それほど使われてはいないが、ローマ建国紀元399年）。紀年法として西暦（キリスト紀元）がヨーロッパで広く普及した中世時代初期以降、この年は紀元前355年と表記されるのが一般的となった。

## 他の紀年法
- 干支 : 丙寅
- 日本
  - 皇紀306年
  - 孝安天皇38年
- 中国
  - 周 - 顕王14年
  - 秦 - 孝公7年
  - 楚 - 宣王15年
  - 斉 - 威王2年
  - 燕 - 文公7年
  - 趙 - 成侯20年
  - 魏 - 恵王15年
  - 韓 - 昭侯8年
- 朝鮮
  - 檀紀1979年
- ベトナム :
- 仏滅紀元 : 190年
- ユダヤ暦 :

## できごと

### ギリシア
- アケメネス朝ペルシア帝国のアルタクセルクセス3世は、アテナイに、小アジアから撤退し、ペルシア帝国に反抗しているアテナイの同盟者たちの独立を承認するよう求める和平条件を押し付けた。
- スパルタ王アルキダモス3世は、第三次神聖戦争 (Third Sacred War) においてテーバイに対抗したポーキス人たちを支援した。
- アテナイのカレス (Chares of Athens) が率いる主戦派に代わって、エウブロス (Eubulus) が率いる和平派が政権をとった。エウブロスは、税を引き上げずにアテナイの経済的地位を再建し、アテナイの造船所や防御施設の補修をしながら艦隊の増強を図った。

### 中国
- 斉の威王と魏の恵王が郊で会合し狩猟をおこなった。
- 秦の孝公と魏の恵王が杜平で会合した。

## 死去
- クセノポン、古代ギリシアの歴史家、兵士、傭兵、ソクラテスの崇拝者（* 紀元前427年?）
- エウドクソス、古代ギリシアの天文学者、数学者（* 紀元前408年?）